# Ndriqim Halili
Ndriqim Halili (sinh ngày 29 tháng 1 năm 1993 ở Gjilan) là một cầu thủ bóng đá người Đức-Albania thi đấu cho Angthong. Anh cũng từng đầu quân cho FK Kukësi ở Giải bóng đá vô địch quốc gia Albania.